# Gazprom-RusVelo/Saison 2017
Diese Liste beschreibt die Mannschaft und die Erfolge des Radsportteams Gazprom-RusVelo in der Saison 2017.

## Erfolge in der UCI Europe Tour
Bei den Rennen der UCI Europe Tour im Jahr 2017 gelangen dem Team nachstehende Erfolge.
| Datum    | Rennen                       | Kat. | Fahrer       |
| -------- | ---------------------------- | ---- | ------------ |
| 11. Juni | 4. Etappe Slowakei-Rundfahrt | 2.1  | Iwan Sawizki |

## Erfolge in den Nationalen Straßen-Radsportmeisterschaften
Bei den Rennen der jeweiligen Nationalen Straßen-Radsportmeisterschaften 2017 konnte das Team nachstehende Titel erringen.
| Datum    | Rennen                                  | Sieger           |
| -------- | --------------------------------------- | ---------------- |
| 25. Juni | Russische Meisterschaft – Straßenrennen | Alexander Porsew |

## Zugänge – Abgänge
| Zugänge            | Team 2016    | Abgänge                | Team 2017                         |
| ------------------ | ------------ | ---------------------- | --------------------------------- |
| Pawel Brutt        | Tinkoff      | Alexander Jewtuschenko | Lokosphinx                        |
| Dmitri Kosontschuk | Team Katusha | Alexander Kolobnew     | Karriereende                      |
| Sergey Lagutin     | Team Katusha | Alexei Kurbatow        |                                   |
| Alexander Porsew   | Team Katusha | Roman Kustadintschew   |                                   |
| Iwan Rowny         | Tinkoff      | Wiktor Manakow         |                                   |
| Nikolai Trussow    | Tinkoff      | Alexander Serow        | Assistent des Sportlichen Leiters |
| Alexei Zatewitsch  | Team Katusha | Mamyr Stash            | Lokosphinx                        |
| Anton Worobjow     | Team Katusha |                        |                                   |

## Mannschaft
| Teamkader 2017                                             | Teamkader 2017     | Teamkader 2017 | Teamkader 2017             |
| Name                                                       | Geburtsdatum       | Land           | Vorheriges Team            |
| ---------------------------------------------------------- | ------------------ | -------------- | -------------------------- |
| Ildar Arslanow                                             | 6. April 1994      | Russland       | Itera-Katusha (2014)       |
| Igor Bojew                                                 | 22. November 1989  | Russland       | Itera-Katusha (2012)       |
| Pawel Brutt                                                | 29. Januar 1982    | Russland       | Tinkoff (2016)             |
| Artur Stanislawowitsch Jerschow                            | 7. März 1990       | Russland       | Lokomotiv (2009)           |
| Sergei Firsanow                                            | 3. Juli 1982       | Russland       | Itera-Katusha (2011)       |
| Alexander Foliforow                                        | 8. März 1992       | Russland       | Itera-Katusha (2014)       |
| Dmitri Kosontschuk                                         | 5. April 1984      | Russland       | Katusha (2016)             |
| Sergei Sergejewitsch Lagutin                               | 14. Januar 1981    | Russland       | Katusha (2016)             |
| Roman Maikin                                               | 14. August 1990    | Russland       | Itera-Katusha (2010)       |
| Sergei Nikolajew                                           | 5. Februar 1988    | Russland       | Itera-Katusha (2015)       |
| Artjom Nytsch                                              | 21. März 1995      | Russland       | Russian Helicopters (2014) |
| Artjom Owetschkin                                          | 11. Juli 1986      | Russland       | Katusha (2011)             |
| Alexander Porsew                                           | 21. Februar 1986   | Russland       | Katusha (2016)             |
| Iwan Rowny                                                 | 30. September 1987 | Russland       | Tinkoff (2016)             |
| Alexei Rybalkin                                            | 16. November 1993  | Russland       | Lokosphinx (2015)          |
| Iwan Alexandrowitsch Sawizki                               | 6. März 1992       | Russland       | Russian Helicopters (2014) |
| Jewgeni Schalunow                                          | 8. Januar 1992     | Russland       | Lokosphinx (2015)          |
| Andrei Solomennikow                                        | 10. Juni 1987      | Russland       | Itera-Katusha (2012)       |
| Kirill Michailowitsch Sweschnikow                          | 10. Februar 1992   | Russland       | Lokosphinx (2015)          |
| Nikolai Trussow                                            | 2. Juli 1985       | Russland       | Tinkoff (2016)             |
| Alexei Zatewitsch                                          | 5. Juli 1989       | Russland       | Katusha (2016)             |
| Anton Gennadjewitsch Worobjow                              | 12. Oktober 1990   | Russland       | Katusha (2016)             |
| Aidar Sakarin (1. Jan.–15. Mär.)                           | 19. April 1994     | Russland       | Itera-Katusha (2014)       |
| Nikolai Tscherkassow (1. Aug.–31. Dez., Stagiaire)         | 26. September 1996 | Russland       |                            |
| Evgeny Kobernyak (1. Aug.–31. Dez., Stagiaire)             | 24. Januar 1995    | Russland       |                            |
| Stepan Kurianov (1. Aug.–31. Dez., Stagiaire)              | 7. Dezember 1996   | Russland       |                            |
|                                                            |                    |                |                            |
| Quellen: ProCyclingStats Cycling Quotient Cycling Archives |                    |                |                            |